# 1600 en musique classique
| \| • Retour à la chronologie générale de la musique classique • \| |
| Grèce • Rome • Haut Moyen Âge • VIIIe siècle • IXe siècle • Xe siècle • XIe siècle XIIe siècle • XIIIe siècle • XIVe siècle • XVe siècle • XVIe siècle • XVIIe siècle XVIIIe siècle • XIXe siècle • XXe siècle • XXIe siècle |
| • Retour à la chronologie générale de la musique classique • |

| Années en musique classique : 1597 - 1598 - 1599 - 1600 - 1601 - 1602 - 1603    |
| Décennies en musique classique : 1570 - 1580 - 1590 - 1600 - 1610 - 1620 - 1630 |

## Événements
- Naissance de l’opéra et de l’oratorio en Italie :
- Février : Cavalieri fait exécuter dans l’église des Oratoriens à Rome son drame spirituel Rappresentazione di anima e di corpo.
- 6 octobre : première représentation d'Euridice, pastorale dramatique de Jacopo Peri au Palais Pitti de Florence à l'occasion des noces par procuration de Marie de Médicis avec le roi Henri IV. C'est le plus ancien opéra survivant.
- 9 octobre : Il rapimento di Cefalo, opéra de Giulio Caccini.

## Œuvres
- Il primo libro de madrigali a cinque voci, de Cornelis Schuyt.
- Flow, my tears de John Dowland.
- The first Booke of Songes or Ayres de Robert Jones
- Publication posthume des douze Prophetiae Sibyllarum (Les Prophéties des Sibylles, 1560) série de douze motets de Roland de Lassus[1].

## Naissances
- 11 février : Girolamo Fantini, trompettiste et compositeur italien  († 6 mai 1675).
- Carlos Patiño, compositeur espagnol († 5 septembre 1675).
- François du Fault, luthiste français et compositeur († 1710).
- Nicolaus à Kempis, compositeur flamand († 1676).
- Germain Pinel, luthiste français († 1661).
- Loreto Vittori, castrat italien († 23 avril 1670).

Vers 1600 :
- Carlo Farina, violoniste et compositeur italien († juin ou août 1639).
- Giuseppe Giamberti, maître de chapelle et compositeur italien († après 1662).
- Adam Václav Michna, compositeur et organiste tchèque († 2 novembre 1676).
- Bonaventura Rubino, compositeur italien († 1668).
- Jan Baptist Verrijt, organiste et compositeur néerlandais († 29 août 1650).

## Décès

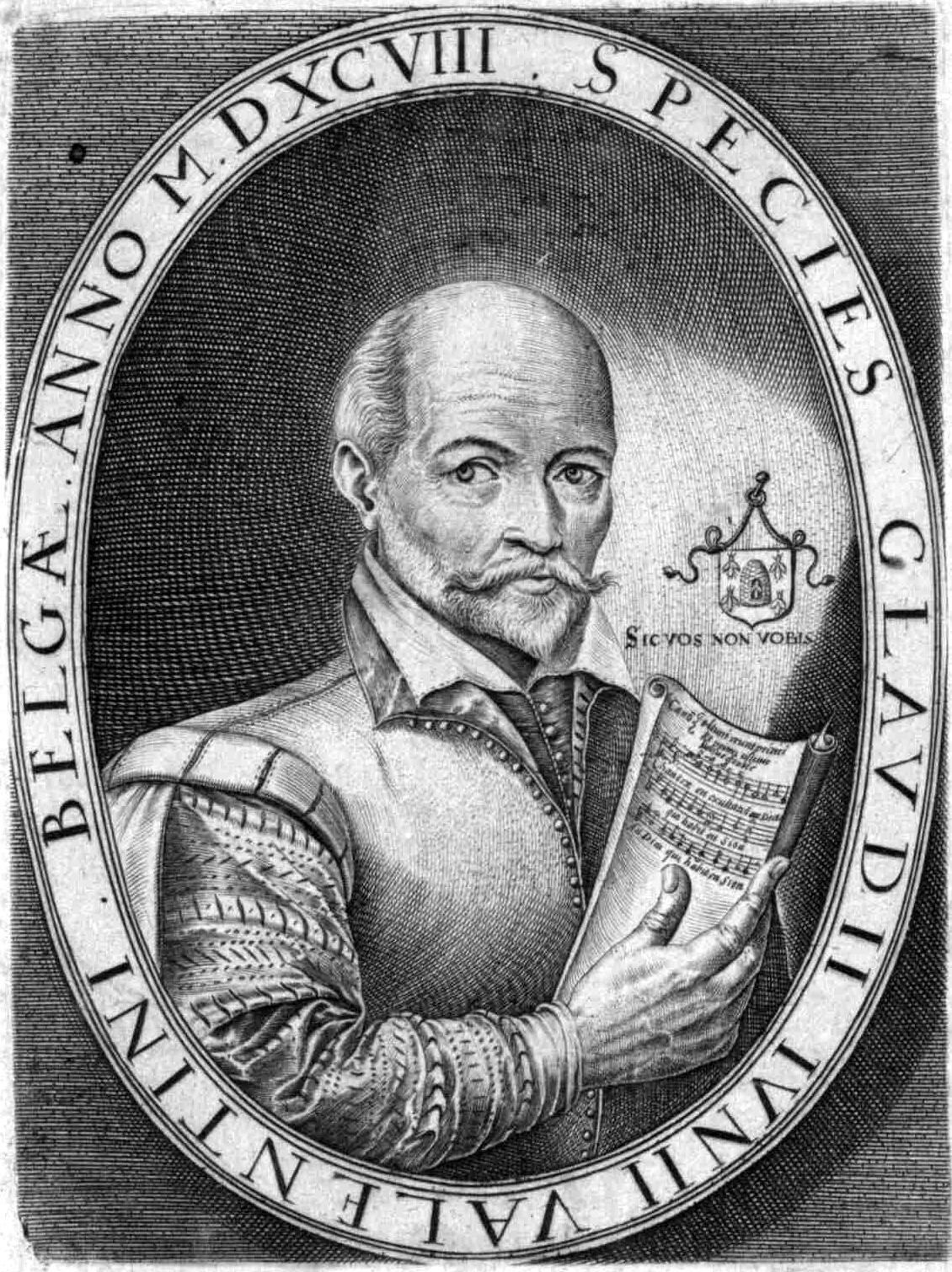
Claude Le Jeune

- 9 novembre : Achille Falcone, compositeur italien (° vers 1570).

Date indéterminée :
- Pierre Chabanceau de La Barre, organiste français (° vers 1545).
- Claude Le Jeune, compositeur franco-flamand (° vers 1530).

Vers 1600 :
- Gregorio Turini, chanteur, joueur de cornet et compositeur italien (° vers 1560).

Avant 1600 :
- Noé Faignient, compositeur franco-flamand (° avant 1540).

Après 1600 :
- Jean de Castro, compositeur franco-flamand (° vers 1540).